# 張元良
張元良（1471年—？），字仁夫，浙江湖州府歸安縣人，匠籍，明朝政治人物。

## 生平
弘治八年（1495年）乙卯科浙江鄉試第六十四名舉人，弘治十二年（1499年）中式己未科會試第一百六十九名，二甲第九十一名進士。授工科給事中，十四年（1501年）七月往福建清理屯田。

## 家族
曾祖張士敬；祖父張公啟；父張懋，母陸氏。具慶下。兄張元祥，弟張元望。